# 18 til I Die (nummer)
18 til I Die is een nummer van de Canadese rockzanger Bryan Adams uit 1997. Het is de laatste single van zijn gelijknamige zevende studioalbum.
"18 til I Die" is een nummer in de stijl van de rockmuziek uit de jaren '80. Het nummer gaat over een eeuwige jeugd, voor eeuwig 18 blijven. Het werd met een 21e positie een klein hitje in Adams' thuisland Canada. In Nederland haalde het de 86e positie in de Single Top 100, en in Vlaanderen de 7e positie in de Tipparade.